# 淮阴区
淮阴区是中国江苏省淮安市所辖的一个市辖区，因古代县域在淮河南岸（水之南为阴）而得名。區人民政府駐长江路街道承德北路606號。区域总面积为1,307.24平方公里。

## 历史
淮阴区的历史十分悠久。
夏禹时，伯益因辅佐治水有功，其子若木被封于徐(今江苏泗洪一带)，建徐国。淮阴为古徐国的属地，是徐文化的中心地域。旧以山之北、水之南为阴；淮阴地处淮河南岸，因此名为淮阴。
据《禹贡》记载，夏代，淮阴以淮河为界，分属徐、扬二州之域。商周史
籍称为东夷、淮夷之地。商周史籍称为徐戎、淮夷。
周敬王八年（前 512），吴国派孙武、伍子胥灭掉徐国，淮阴属吴，成为吴国边防重镇。吴国实行郡县制，在这里设立淮阴县，县城设于淮水之阴，是卿大夫的封邑。吴国保持都鄙制度，采用世族世官制，由国君直接支配，此，
淮阴实际上是直属于国君的别都。
周元王四年（前 473），越灭吴，淮阴属越。勾践北上与齐晋会盟于徐，越国亦以卿大夫治淮阴。
周贞定王二十四年(前 445)，楚国屡侵泗水流域，淮阴被越国与楚国之间争夺，后来终属楚，成为楚国淮河下游地区重要的政治、军事、经济、文化中心。
秦统一六国，分天下为三十六郡，淮阴隶属泗水郡，县域包括今淮安市境及临近的洪泽，并及宝应的一部分地区。淮阴县治所设在甘罗城。
西汉初，改泗水郡为沛郡，析淮阴县西南地域置富陵县（今洪泽湖内和洪泽、盱眙的部分地区）。汉高祖六年(前201)，封韩信为淮阴侯，淮阴为其封邑。
汉高祖十一年，韩信被杀，淮阴侯国取消，仍称淮阴县。武帝元狩六年(前117)，置临淮郡，淮阴、富陵为其属县。
新莽时，改淮阴曰嘉信，并改临淮郡为淮平郡。
东汉以临淮郡并入东海郡，淮阴县属之，撤富陵县，并入淮阴县。永平十五年(72)，临淮郡更为下邳国。建安十一年(206)，下邳国除，复置临淮郡，皆以淮阴县属。
魏承汉制，没有变更。
晋武帝初，仍属临淮郡。太康三年(282)，移广陵郡治于淮阴，至晋元帝渡江，广陵郡移去，其间共三十四年。
东晋以征北、镇北将军，青兖二州刺史或徐州刺史镇淮阴，淮阴遂为重镇。
永和五年（349），北中郎将荀羡以“地形都要，水陆交通，易以观衅，沃野有开殖之利，方舟运漕无他屯阻”，乃于秦汉淮阴故城(甘罗城)南一里许，营造新的城池(今淮阴故城遗址所在地)，淮阴遂为南朝国防要地。
南朝刘宋泰始三年(467)，淮河以北被北朝占领，刘宋于淮阴侨置兖州郡。七年(471)，改称北兖州。
萧齐建元四年(482)，兖州镇移去。永明七年(489)，复立东平郡于淮阴，领寿张、淮安二县。
梁改为淮州，郡治淮阴故城，县改称怀恩。太清三年(549)，侯景以萧弄璋为北兖州刺史，州民发兵拒之，于是淮阴复称北兖州。侯景派直阁将军羊海帮助萧弄璋，羊海带着队伍投降东魏。东魏踞淮阴，仍称淮州淮阴郡怀恩县。
陈太建五年(573)，吴明彻伐齐，十一月，淮阴城降陈。九年(577)初，没于后周，复改县曰寿张。立东平郡，如萧齐之旧。
隋初，复为淮阴郡，不久废淮阴郡为淮阴县。大业初(605)，并淮阴于山阳县。
唐武德初年，恢复淮阴县建置。武德七年(624)，淮阴再次并入山阳；乾封二年(667)，淮阴又从山阳析出恢复建置。
自唐及五代及宋，淮阴并仍旧名。
南宋建炎元年(1127)，划出淮阴县西境置吴城县，三年后又复归淮阴县。
绍兴五年(1135)，废淮阴为镇。废后一年复立为县。
金皇统元年(1141)，宋奉表割地与金和，约以淮水中流为界，淮河以北的土地并割入金。金以吴城隶临淮，金城隶涟水。
南宋也在嘉定七年(1214)，徙淮阴县治于八里庄。其后十七年即金正大八年(1231)，南宋淮阴降金，改为镇淮府，次年即为南宋江淮安抚制置使赵善湘收复。及端平元年（1234），元灭金，金遗民来归。
南宋咸淳九年(1273)，始置清河县，属清河军。次年，淮东制置使李庭芝迁县城于大清口(今古清口街道桂塘南)。清河县建立3年，地入于元。
元初，清河、淮阴、新城三县并置，而撤销清河军，以县属淮安路录事司。
至元二十年(1283)，并淮阴入山阳，而清河县独立存在。
元泰定元年(1324)，黄河决口，大清口清河县城被毁，县尹耶律不花迁清河县城于甘罗城，清河县始得淮阴故地而县境及于淮水之南。
天历元年(1328)，县尹达鲁花赤哈麻又因甘罗城地僻水恶，居民甚少，迁县城于小清口之西北（今马头镇旧县村），东去淮阴故城十里，即今所谓旧县者。
明初因元之旧制，清河县城仍在小清口西北。嘉靖年间，大清口淤塞，黄河全经小清口入淮，县城水患深重。直到崇桢元年(1628)，因水患和战乱并起，复迁治甘罗城。
清顺治三年(1646)，清河县治仍迁小清口西北，隶属淮安府。康熙中，县城屡圮于水。
乾隆二十六年(1761)，江苏巡抚陈宏谋上疏请求移治清江浦，而割山阳靠近清江浦十余乡并入清河，自此清江浦成为清河县的新县治。除南界棠泾(今周桥)、青州涧(今汊河)仍属山阳外，古淮阴之地全部归清河县所有。
清江浦原系水名，旧为沙河，俗呼乌沙河，宋转运使乔维岳开此，直达清口。
明永乐十三年（1415），漕总陈瑄重浚置闸，更名清江浦，以近浦之地而为清江浦镇。时为水陆交通之孔道。运河出清口，旧时由南入京者，必由此舍舟遵陆而上。
清江浦城建自漕运总督吴棠，始于同治三年(1864)春，而后落成于次年秋。计长一千二百七十三丈，高一丈八尺，费白金十二万两。建城门四座，东曰安澜，西曰登稼，北曰拱宸，南曰迎熏。另有水门一座，东西水关两座，内通文渠。列炮台四，北依运河。东凿云昙坝，引水西流以为濠。
旧时，清江浦先后设有河道总督、漕运总督、河道库、淮扬道、清军同知、淮扬镇总兵、淮安府同知、江淮巡抚、江北提督等二三十个官署，故盛极一时，名扬全国。
民国初，废淮安府，清河县直属江苏省。民国三年(1914)，北洋政府内务部改定各重名县，因与河北省清河县同名之故，清河县复称淮阴县，仍设治于清江浦。并设淮扬镇守使衙门、淮扬道尹衙门于此，淮阴为其属县。民国十六年撤道。
民国21年（1932年）设淮阴行政督察专员公署于清江浦，淮阴县为其管辖。
民国二十六年（1937年）底，日军入侵江南，江苏省政府从镇江迁避于此。
民国二十八（1939）年3月1日，日军侵占清江浦，江苏省政府迁至淮东，淮阴县政府在县内农村活动至1943年。
民国二十九年，中共淮阴政府在县境北乡花庄成立。民国三十四年8月，抗日战争胜利。9月，新四军解放淮阴城，取清江浦简称成立清江市，农村仍为淮阴县。不久，苏皖边区政府成立，驻扎清江。清江市、淮阴县为其所属。
民国三十五年9月，国军占领清江，淮阴县政府、淮阴专员公署均设于此；中共政府机关撤出清江市活动于北乡农村。
1948年12月，中共解放军占领淮阴城，城区与淮安合并为两淮市，市政府驻清江浦，农村为淮阴县。
1951年1月，淮阴县城从淮阴县划出，单列为清江市，淮阴县政府搬迁至北侧王营镇。
1958年8月，淮阴县与清江市再次合并，成立淮阴市。
1964年10月，市县再次分置为淮阴县和清江市，但淮阴县政府仍驻清江博古路（现“苏
皖边区政府旧址”）内。
1972年淮阴县政府撤出清江，迁至王营镇北京路73号。
1948～1983年，淮阴县(市)均隶属于淮阴专员公署。1983年3月，江苏省实行市管县体制，
撤销淮阴地区专员公署，设立地级淮阴市，淮阴县为其所属。
2001年1月1日，淮阴市更名为淮安市，淮阴县改设为淮安市淮阴区，辖区不变。

## 人口
截至2021年末，淮陰區户籍總人口為88.2137萬人，比上年末減少14459人。

## 地理
淮阴区位于苏北平原腹地，地处北纬33°22′～33°56′、东经118°56′～
119°09′。在江苏省会南京北180公里处。
东与淮安区、涟水县相依，南濒洪泽湖，与洪泽区接壤；西与泗阳县相邻，北隔六塘河与沭阳县相望，中间半环抱清江浦区。南北长62.5公里，东西宽38.5公里，面积为1264平方公里。
淮阴年日照数在 2250～2350 小时，年平均气温为 11 一 16℃，极端最高气温达 44．5℃，极端最低气温达—24．1℃。年平均水面蒸发量为 900～1500mm，无霜期 207～242 天。自然降水丰富，年平均降水量 913－1030mm。降水量年际变化较大，最大年雨量为最小年雨量的 3～4 倍。降水量的年内分配也极不均匀，
汛期(6～9 月)降水量占年降水量的 50％～80％
淮阴区地处北亚热带和暖温带交界区，属亚热带湿润—暖温带半湿润季风气候，地处淮河下游、苏中大平原北部腹地，无山多水。

## 行政区划
淮阴区下辖4个街道办事处、9个镇：
长江路街道、王家营街道、新渡口街道、古清口街道、南陈集镇、丁集镇、徐溜镇、渔沟镇、三树镇、高家堰镇、马头镇、刘老庄镇、淮高镇和淮安高新技术产业开发区。

## 交通
- 京沪高速、 宁连高速公路、 淮徐高速公路、 盐洛高速公路、 205国道、 325省道过境。

- 新长铁路：淮安站
- 宿淮铁路：袁北站

- 淮安绕城高架：黄河路高架、西安路高架、宁连路高架。淮阴区建有西坝立交和杨湾立交两座全互通枢纽。

- 淮阴区公共交通（无论城乡）均由淮安公交公司提供服务。其中以“H”开头的公交线路是淮阴区城乡公交线路。

## 旅遊景點
- 韩信故里：位于淮阴故城马头镇，汉淮阴侯韩信的故里
- 八十二烈士陵园：八十二烈士陵园位於淮阴县刘老莊乡，是省级文物保护单位。
- 樱花园：位于翔宇北道西侧，水渡口以北，沿废黄河至承德北路。

## 特產
清炖蟹粉狮子头、清蒸大闸蟹、翡翠虾仁、赵集粉丝。